# Estat de Miranda
Miranda és un estat dels 23 en què s'organitza Veneçuela.
És a la zona del litoral central de Veneçuela (latitud= 09°56’30" - 10°39’02" / longitud= 65°25’58" - 67°13’20"). Forma part de l'anomenada Regió Capital juntament amb el Districte Capital i l'Estat Vargas. Limita al nord amb l'estat Vargas, al sud amb l'estat Guárico, a l'est amb el Mar Carib i per l'oest l'estat Aragua i el Districte Capital. Deu el seu nom al pròcer de la independència, el Generalísimo i Almirall Francisco de Miranda

primer veneçolà universal que va lluitar en pro de la llibertat de Veneçuela i Amèrica

És el segon estat en població de Veneçuela, després del Zulia, aproximadament 2.812.317 (2006) Miranda és centre important d'activitats soci-polítiques, econòmiques, culturals i comercials. L'estat compta amb una governació estadal, 21 alcaldies municipals i una Alcaldia Major, que governa només en quatre dels municipis de l'estat, que són els que pertanyen a l'aglomeració metropolitana de la ciutat de Caracas (Baruta Chacao El Hatillo i Sucre
sector al qual sol anomenar Aquest de Caracas. La capital de l'estat és de Los Teques, principal ciutat i seient del Govern de l'estat.
Altres poblacions importants es troben a la zona de l'Est de Caracas la qual pertany a l'Estat Miranda, aquestes poblacions són Charallave, Cúa, Higuerote, Rio Chico, Guatire i Guarenas. Miranda té una economia basada en la indústria, el comerç, l'agricultura i el turisme.
L'idioma predominant és l'espanyol, menys de l'1% dels Mirandinos parlen altres idiomes d'altres països o llengües indígenes. Miranda és el segon Estat de Veneçuela amb més població, després l'Estat Zulia, ja que gran part de Caracas es troba a Miranda, a més l'Estat Miranda és el més important després del Zulia en l'economia veneçolana. Aquest estat cobreix 7.950 km², és un dels estats més petits, però un dels més poblats. Miranda conté grans monuments naturals i culturals, com diverses de les esglésies.
Una de les tradicions més conegudes de Miranda són els Diables Danzantes de Yare
 En l'estat Miranda queden diverses indústries internacionals que es distribueixen des d'aquí a tota Veneçuela.

## Història

### Prehistòria

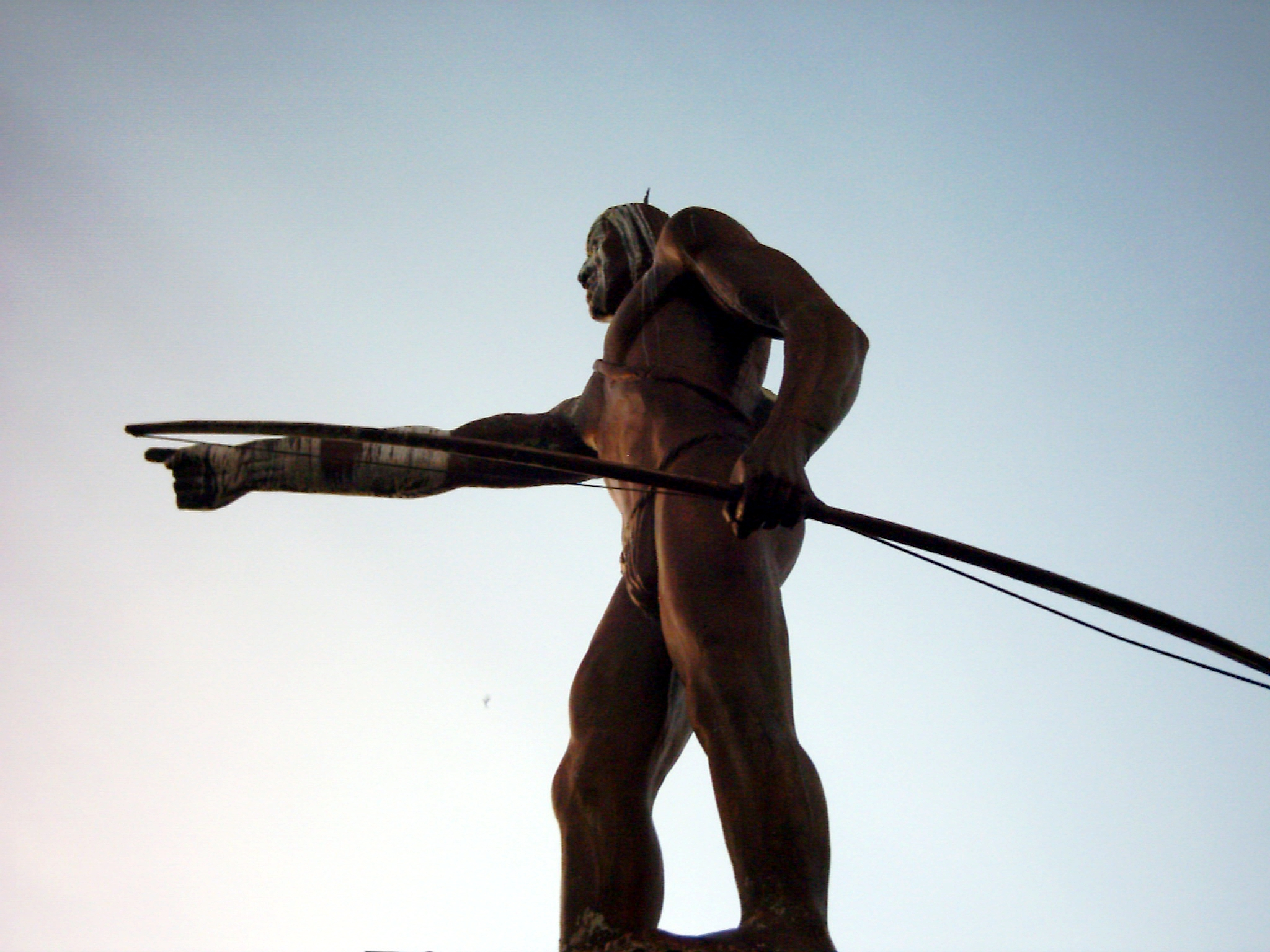
Monument al Cacic Guaicaipuro

A l'arribada dels espanyols la regió era habitada per diverses tribus caribs. Entre d'altres es trobaven els Caracas, els Teques, els Cumanagotos, els Mariches i els Quiriquires Els Teques habitaven al sud-oest del Guaire. Els mariches habitaven a l'est de la Vall de Caracas.

### Temps colonials

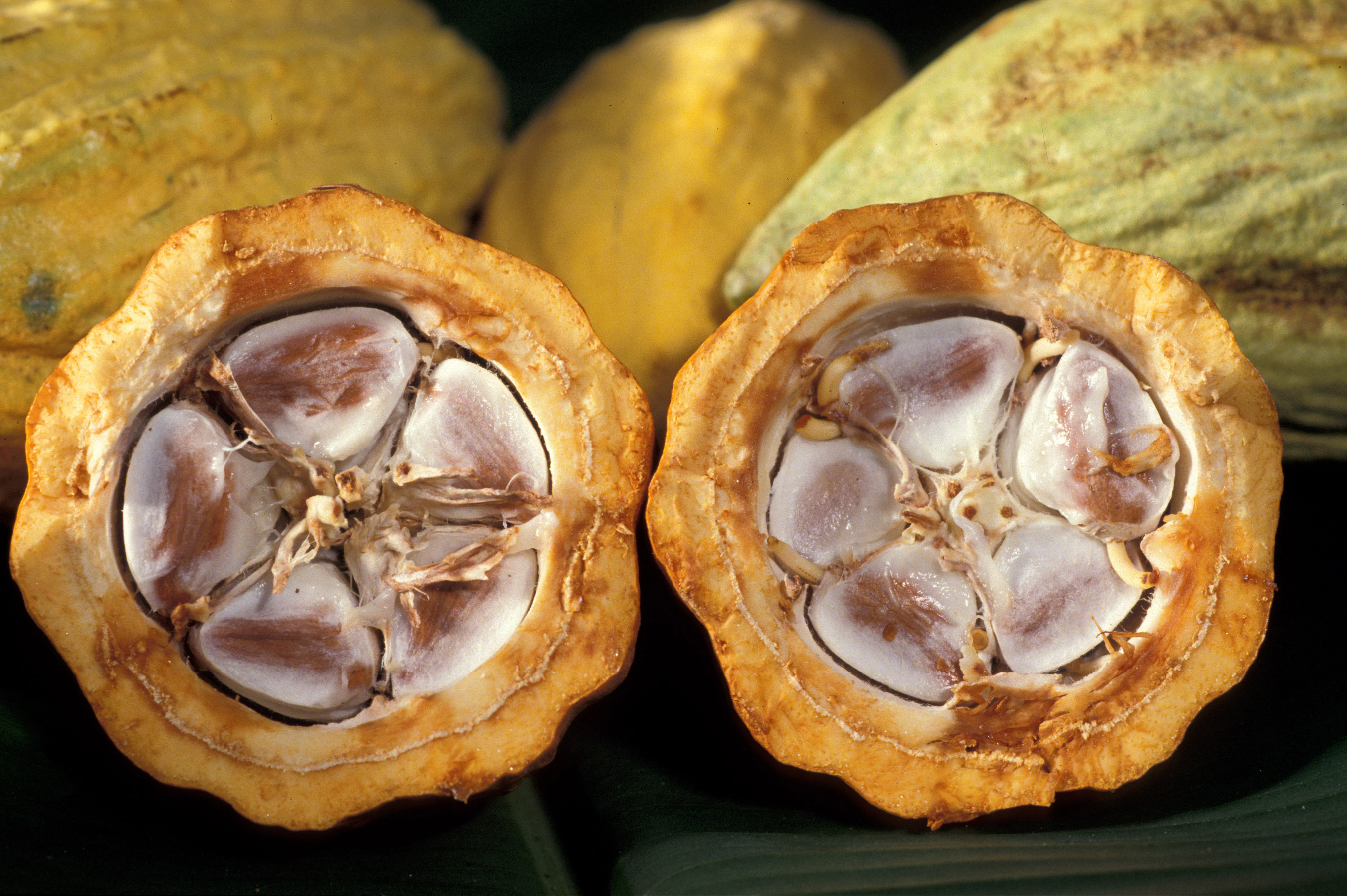
Cacau (Theobroma cacao) principal producte agrícola de l'estat Miranda durant el període colonial

Durant la colònia aquesta regió va passar a ser part de la Província de Caracas. A finals del segle xvi i començaments del segle xvii les terres altes eren usades per conrear, entre altres productes, blat destinat en gran part a l'exportació per Cartagena d'Índies i les illes del Carib. A partir de la segona dècada del segle xvii el cacau desplaçar aquests cultius. Des de començaments del segle xvii la mà d'obra esclava va reemplaçar ràpidament la mà d'obra índia

### Seglexix

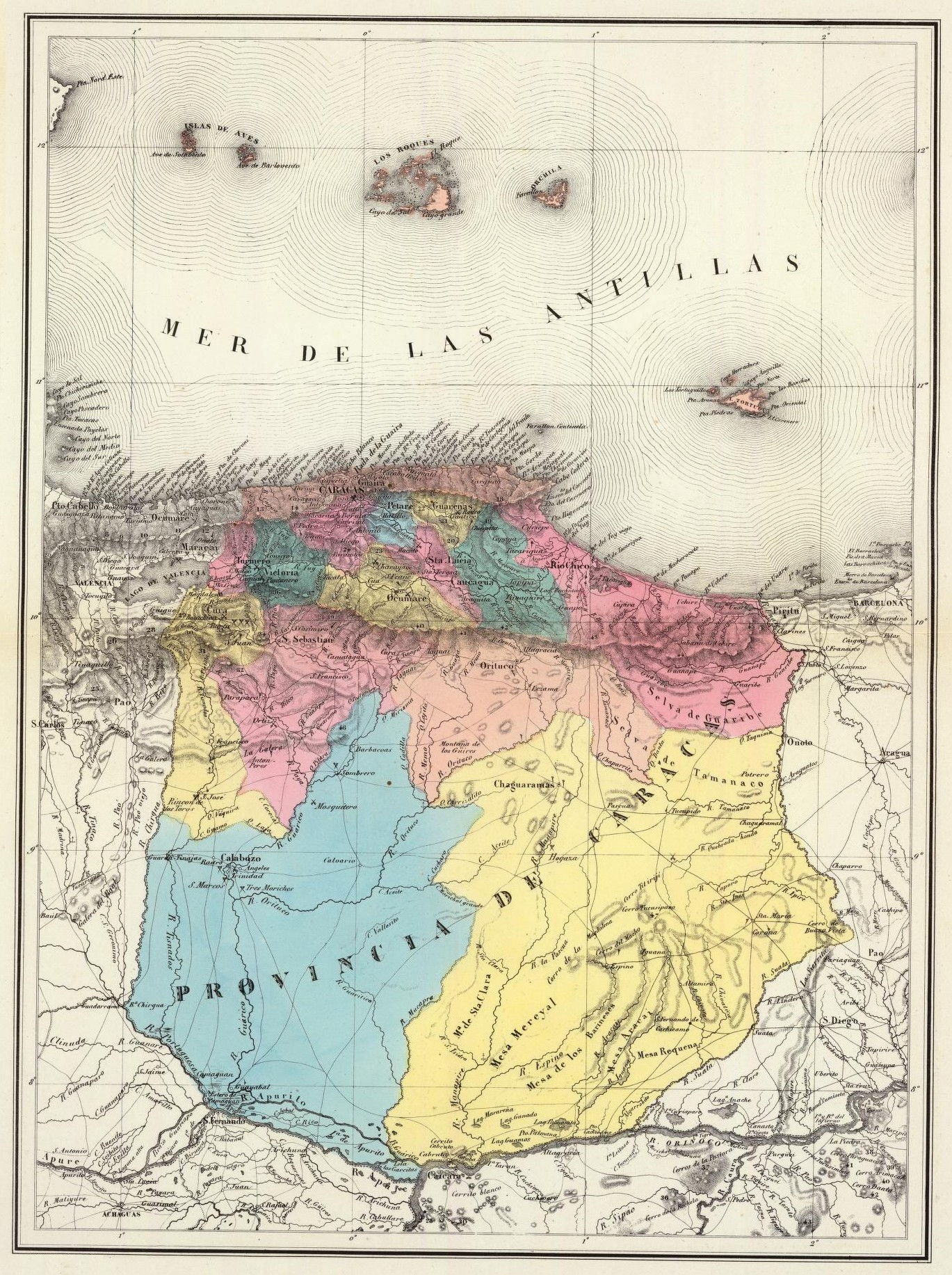
Miranda en 1840, quan era part de la Província de Caracas

Después de la dissolució de la Gran Colòmbia, Veneçuela feia servir encara com a organització polític-territorial les províncies, la qual venia usant des de fa molt temps. Miranda llavors en aquella època formava part d'una província. Durant els anys de 1832-1855 l'ús de la província persistir a causa de la confusió que generava l'existència d'un estat.
Miranda, Aragua i Guárico eren tres províncies que formaven part de la ciutat de Caracas.
La idea d'un estat no va aparèixer a Veneçuela de manera concreta fins a 1864 on es van fundar aproximadament uns vint estats, que després en els governs següents serien transformats o reduïts a nou estats, entre aquests, el fundat Estat Guzmán Blanco, que per 1873 només abastava la regió d'Aragua.
El 1881 l'Estat Guzmán Blanco amplia el seu territori i inclou la regió de Miranda entre altres regions properes que van ser incloses com a part de Guárico.
En 1889 en la constitució es torna a modificar el territori de l'Estat Guzmán Blanco excloent de la seva extensió diverses regions del país com la regió d'Aragua, però renombrando l'Estat com Edo Miranda. Neix aquí l'Estat que coneixem avui però molt diferent pel que fa al seu territori i altres coses, ja que incloïa regions com la de Guárico entre d'altres.
L'estat Miranda després de la seva fundació va seguir modificant, tant en territori com en divisió polític-territorial interna, canvi diverses vegades la seva capital i la seva disposició interna.

### Segles XX i XXI

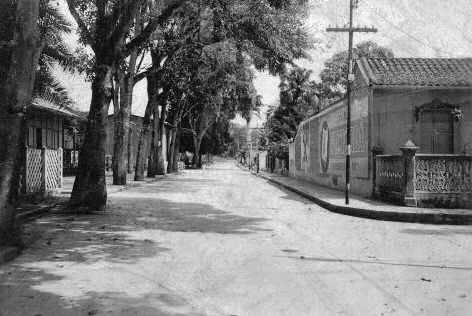
Los Teques cap a 1940

En 1900 per decret del general Cipriano Castro l'estat Caracas s'inclou a Miranda i Caracas passa a denominar-Edo. Miranda amb capital provisional a Santa Llúcia. Després el 1901 es torna a modificar l'espai polític-territorial i la capital de l'Estat Miranda passa a ser Petare, després el 1904 la Capital és Ocumare del Tuy.
El 1909 es fa l'última modificació important en el Edo. Miranda on es conserva com a capital de l'estat Ocumare del Tuy, però després es decideix canviar la capital a Los Teques.
Actualment l'Estat Miranda no ha patit més canvis dels que ocorrien abans i segueix conservant la seva estructura des de 1909.

## Organització política
L'Estat Miranda com a entitat federal amb rang constitucional té la seva pròpia carta magna, la Constitució de l'Estat Bolivarià de Miranda, i té dues branques del poder públic segons l'article 14 de la Constitució: l'Executiu (Governador de Miranda) i legislatiu (Consell legislatiu). A més s'estableix òrgans autònoms com la Contraloría Estadal i la Procuradoria. Els altres tres depenen del poder Nacional com el judicial (Circumscripció Judicial de l'Estat Miranda), Electoral (Oficina Electoral de l'Estat Miranda) i Ciutadà.
Les seves autoritats són elegides pel poble Mirandinos de forma universal, directa i secreta, envia 13 diputats a l'Assemblea Nacional de Veneçuela.

### Govern
L'Estat Miranda com a entitat federal de Veneçuela té la seva pròpia Carta Magna, la Constitució de l'Estat Bolivarià de Miranda que és la base de l'ordenament jurídic estatal i va ser aprovada l'any 2006.

### Poder Executiu
El poder executiu que està compost per un governador i un consell de secretaris. El Governador és triat pel poble mitjançant vot directe i secret per un període de quatre anys amb la possibilitat de reelecció immediata per a nous períodes, sent l'encarregat de l'administració estadal.
Fins al 1989 el governador era designat pel govern central, des de 1989 és escollit en eleccions directes, l'actual governador és Henrique Capriles Radonski pertanyent al partit Primer Justícia que va ser elegit per al període 2008-2012

### Poder Legislatiu
El poder legislatiu està representat pel Consell Legislatiu de l'Estat Bolivarià de Miranda de tipus unicameral, elegit pel poble mitjançant el vot directe i secret cada quatre anys podent ser reelegits per a nous períodes consecutius, sota un sistema de representació proporcional de la població de l'estat i els seus municipis, des de les eleccions regionals.

### Policia
L'estat Miranda té el seu propi cos de Policia autònom d'acord amb el que estableix l'article 164 de la Constitució de Veneçuela de 1999, que és conegut com a Polimiranda (Policia de l'Estat Miranda), creat el 1996 amb el nom d'Institut autònom de Policia de l'Estat Miranda

### Divisió administrativa
L'estat Miranda comprèn 21 municipis i 53 parròquies d'acord amb la Constitució Regional i Nacional.

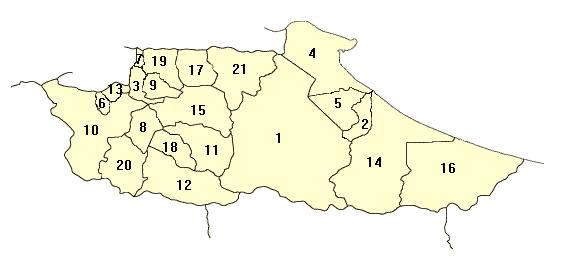
Municipis de l'Estat Miranda

| Municipios de Miranda |                                      |                                                                                                  |      |          |  |
|                       |                                      |                                                                                                  |      |          |  |
| Municipi              | Capital                              | Parròquies                                                                                       | Àrea | Població |  |
| 01 Acevedo            | Caucagua                             | Araguita, Arvelo Gonzáles, Capaya, Caucagua, El Café, Marizapa, Panaquire y Ribas.               | 2086 | 85389    |  |
| 02 Andrés Bello       | San José de Barlovento               | Cumbo i San José de Barlovento.                                                                  | 114  |          |  |
| 03 Baruta             | Nuestra Señora del Rosario de Baruta | El Cafetal, Las Minas de Baruta i Nuestra Señora del Rosario de Baruta.                          | 93,9 |          |  |
| 04 Brión              | Higuerote                            | Curiepe, Higuerote i Tacarigua de Brion.                                                         | 94   |          |  |
| 05 Buroz              | Mamporal                             | Mamporal.                                                                                        | 198  |          |  |
| 06 Carrizal           | Carrizal                             | Carrizal.                                                                                        | 32   |          |  |
| 07 Chacao             | Chacao                               | Chacao.                                                                                          | 13   |          |  |
| 08 Cristóbal Rojas    | Charallave                           | Charallave y Las Brisas.                                                                         | 120  |          |  |
| 09 El Hatillo         | El Hatillo                           | El Hatillo.                                                                                      | 114  |          |  |
| 10 Guaicaipuro        | Los Teques                           | Altagracia de la Montaña, Cecilio Acosta, El Jarillo, Los Teques, Paracotos, San Pedro y Tácata. | 661  |          |  |
| 11 Independencia      | Santa Teresa del Tuy                 | Cartanal i Santa Teresa del Tuy.                                                                 | 284  |          |  |
| 12 Lander             | Ocumare del Tuy                      | La Democracia, Ocumare del Tuy y Santa Bárbara.                                                  | 478  |          |  |
| 13 Los Salias         | San Antonio de los Altos             | San Antonio de los Altos.                                                                        | 51   |          |  |
| 14 Páez               | Río Chico                            | El Guapo, San Fernando Rey, Laguna de Tacarigua, Paparo i Río Chico.                             | 963  |          |  |
| 15 Paz Castillo       | Santa Lucía del Tuy                  | Santa Lucía del Tuy.                                                                             | 408  |          |  |
| 16 Pedro Gual         | Cúpira                               | Cúpira.                                                                                          | 925  |          |  |
| 17 Plaza              | Guarenas                             | Guarenas.                                                                                        | 180  |          |  |
| 18 Simón Bolívar      | San Francisco de Yare                | San Antonio de Yare i San Francisco de Yare.                                                     | 131  |          |  |
| 19 Urdaneta           | Cúa                                  | Cúa i Nueva Cúa.                                                                                 | 273  |          |  |
| 20 Sucre              | Petare                               | Petare, Leoncio Martínez, Mariche, La Dolorita i Caucagüita.                                     | 164  |          |  |
| 21 Zamora             | Guatire                              | Guatire y Bolívar.                                                                               | 375  |          |  |

### Vídeos
- Youtube: El Parc Els Dolls, Municipi Sucre, Estat Miranda, Veneçuela
- Youtube: Platges de Veneçuela, Chirere, Estat Miranda